# Boroaia
Boroaia is een Roemeense gemeente in het district Suceava.

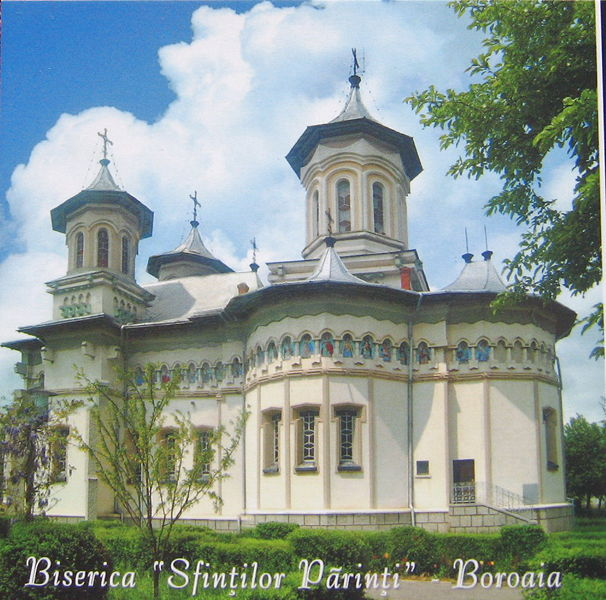

Boroaia telt 4774 inwoners.